# قلعه اس‌پی‌آر
قلعه اس.پی. آر بنایی تاریخی است که در شهرستان نی ریز قرار دارد. این قلعه مربوط به دوران‌های تاریخی پس از اسلام است و در داخل شهر نی ریز واقع شده‌‌است. نیروهای انگلیسی اسپیار در زمان جنگ جهانی اول به علت سوق‌الجیشی بودن نی ریز و قرارداشتن بر سر راه‌های کرمان، یزد، بندرعباس، شیراز و اصفهان اقدام به ساخت این قلعه از جنس سنگ، خاک و ساروج در این شهر کردند که آثار آن هنوز پا برجاست.
این اثر در تاریخ ۲۵ اسفند ۱۳۷۹ با شمارهٔ ثبت ۳۲۸۷ به‌عنوان یکی از آثار ملی ایران به ثبت رسیده است.